# Byegölen
Byegölen är en sjö i Hultsfreds kommun i Småland och ingår i Emåns huvudavrinningsområde. Sjön har en area på 0,0597 kvadratkilometer och ligger 102,2 meter över havet.

## Delavrinningsområde
Byegölen ingår i det delavrinningsområde (635883-149921) som SMHI kallar för Mynnar i Emån. Medelhöjden är 103 meter över havet och ytan är 20 kvadratkilometer. Räknas de 41 avrinningsområdena uppströms in blir den ackumulerade arean 654,28 kvadratkilometer. Gårdvedaån som avvattnar avrinningsområdet har biflödesordning 2, vilket innebär att vattnet flödar genom totalt 2 vattendrag innan det når havet efter 92 kilometer. Avrinningsområdet består mestadels av skog (60 procent) och jordbruk (31 procent). Avrinningsområdet har 0,06 kvadratkilometer vattenytor vilket ger det en sjöprocent på 0,3 procent. Bebyggelsen i området täcker en yta av 0,16 kvadratkilometer eller 1 procent av avrinningsområdet.